# Tout Puissant Mazembe (féminines)
La section féminine du TP Mazembe est un club féminin de football congolais fondé en 2020 et basé à Lubumbashi.

## Histoire
La section féminine du TP Mazembe est créée le 28 septembre 2020. L'équipe remporte le championnat de Lubumbashi et le championnat du Haut-Katanga dès 2021, quelques mois à peine après sa création.
Le club signe une victoire record 43-0 face au FC Œcuménique en EUFLU (championnat local de Lubumbashi) le 2 mars 2022. Les Corbeaux remportent ensuite pour la 2e fois consécutive le championnat du Haut-Katanga, se qualifiant pour la coupe du Congo. Le 28 juin 2022, le club remporte son premier titre national en battant le CFS Bikira en finale de coupe du Congo.
Ce sacre permet au TP Mazembe de représenter la RDC lors du tournoi zonal de l'UNIFFAC qualificatif pour la Ligue des Champions féminine. Les Congolaises dominent les Camerounaises de l'AS Awa en finale (2-1) et se qualifient pour la phase finale au Maroc. 

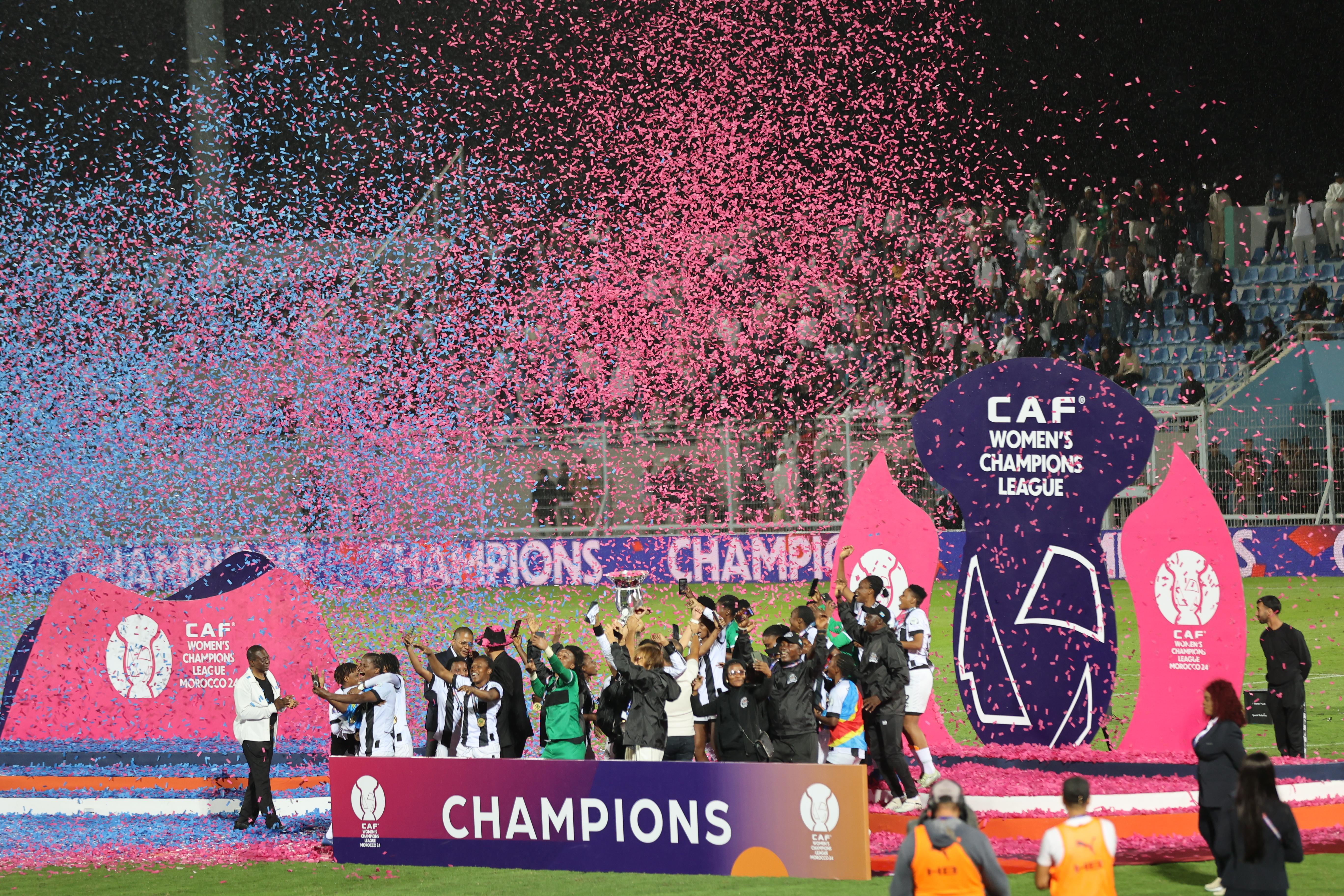
Les joueuses du TP Mazembe, vainqueur de Ligue des champions féminine de la CAF 2024

Le TP Mazembe réalise un parcours historique lors de cette Ligue des champions 2024. Elles terminent deuxièmes de leur groupe, accédant aux demi-finales grâce à des performances solides, dont une victoire notable 4-0 contre les Aigles de la Médina. En demi-finale, elles battent les Edo Queens du Nigeria 3-1 après prolongations, grâce à un but égalisateur tardif de Merveille Kanjinga et un but décisif de Marlène Kasaj. En finale, Mazembe affronte l’AS FAR du Maroc, hôte de la compétition. Avec un penalty de Marlène Kasaj, le club l'emporte sur la plus petite des marges (1-0) et décroche son premier titre continental.

## Palmarès
| Compétitions nationales                                                                                    | Compétitions internationales                                                                                           |
| - Championnat du Congo RD (3) : - Champion : 2022, 2023, 2024 - Coupe du Congo RD (1) : - Vainqueur : 2022 | - Ligue des champions de la CAF (1) : - Vainqueur : 2024 - Tournoi de la zone l'UNIFFAC (2) : - Vainqueur : 2022, 2024 |